# Тре Валли Варезине (женский)
Тре Валли Варезине (итал. Tre Valli Varesine) — шоссейная однодневная велогонка, проходящая по территории Италии с 2021 года. Являлась женской версией мужской гонки Тре Валли Варезине.

## История
Гонка была создана в 2021 году и сразу вошла в Женский мировой шоссейный календарь UCI.
В 2024 году гонка повысила свой статус войдя в календарь Женской ПроСерии UCI.
Маршрут гонки проходит в провинции Ломбардия и аналогичен мужскому маршруту. Старт располагается в Бусто-Арсицио откуда дистанция идёт в направлении Варезе после чего в его окрестностях нужно преодолеть финальные круги количество которых  было 4 а затем увеличилось до 6. Каждый круг включает два подъёма Casbeno (протяжённость 2,6 со средним градиентом 4,7%) и Montello (протяжённость 1 км со средним градиентом 5,3%) и пропускает подъёмы Morosolo и Casciago которые присутствуют на заключительных кругах мужской гонки. Финиш располагается примерно через километр от вершины последнего подъёма и представляет собой относительно равнинный участок. Суммарный набор высоты составляет 1700 метров, а общая протяжённость дистанции составляет чуть более 110 км.

## Призёры
| Год  | Победитель          | Второй                | Третий          |
| ---- | ------------------- | --------------------- | --------------- |
| 2021 | Арленис Сьерра      | Мави Гарсия           | Рэйчел Нейлан   |
| 2022 | Элиза Лонго Боргини | Вероника Эверс        | Ане Сантестебан |
| 2023 | Лиана Липперт       | Сесилие Уттруп Лудвиг | Элиза Бальзамо  |
| 2024 | Седрин Кербаоль     | Сильвия Персико       | Лиана Липперт   |
| 2025 |                     |                       |                 |